# Pas un mot (film, 2012)
Pour les articles homonymes, voir Pas un mot.
Pour plus de détails, voir Fiche technique et Distribution.
Pas un mot  (Come non detto) est un film italien de 81 minutes d'Ivan Silvestrini, sorti le 7 septembre 2012 en Italie. Le scénario est de Roberto Proia. Le film est disponible en DVD depuis novembre 2013.

## Synopsis
Mattia, garçon romain homosexuel, vit chez ses parents. Il a une relation avec Eduard, jeune homme espagnol qui vit dans son pays, mais il cache cette liaison à ses parents, craignant leur réaction, ne l'a dit qu'à quelques amis. Eduard de son côté vit son homosexualité librement. Tous les non-dits de Mattia vont-ils s'écrouler, lorsqu'Eduard annonce à son amoureux qu'il veut venir à Rome pour entre autres faire la connaissance de ses beaux-parents. Mattia se trouve donc devant des choix difficiles à assumer : soit tout avouer à ses parents, soit reconnaître que contrairement à ce qu'il avait affirmé à Eduard, il n'est pas un jeune homme homosexuel « libéré ». Il décide d'aller le voir en Espagne.

## Fiche technique
- Titre : Pas un mot
- Titre original : Come non detto
- Réalisation : Ivan Silvestrini
- Scénario : Roberto Proia
- Photographie : Rocco Marra
- Montage : Alessia Scarso
- Production : Andrea Borella
- Société de production : Mondo Home Entertainment
- Pays :  Italie
- Genre : Comédie romantique
- Durée : 85 minutes
- Dates de sortie : 
  - Italie : 7 septembre 2012

## Distribution
- Josafat Vagni : Mattia
- Valeria Bilello : Stefania
- Francesco Montanari : Giacomo / Alba Paillettes
- Monica Guerritore : Aurora
- Ninni Bruschetta : Rodolfo
- José Dammert : Eduard
- Valentina Correani : Samantha
- Lucia Guzzardi : Iolanda
- Andrea Rivera : Bernardo / Pistone
- Alan Cappelli Goetz : Christian
- Victoria Cabello : elle-même